# カーサ (書体)

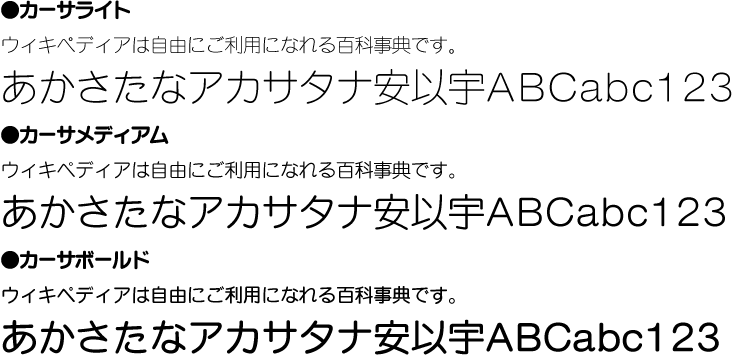
書体のサンプル

カーサ（Casa）は、かつてピー・アンド・アイ社が販売していた丸ゴシック体。日本語DTPの黎明期において、イワタ書体（岩田明朝体・岩田呉竹体）とともにデジタルフォントとしてリリースされた。かな部分のデザインは佐藤豊による。

## 概要
完成度では及ばないものの、特に平仮名のデザインがナールを彷彿させるものであり、1990年代初頭、DTPが導入されたばかりの雑誌や出版物などで使用された。
当初はプリンタ専用フォントのみのリリースであったことなどから、エディトリアルデザインやグラフィックデザインにおける丸ゴシック体としては不動の地位を得ることはなく、またプロユースとしてはOCFのみの販売で、CID以降のフォーマットに移植されることはなかった。DTP黎明期においてデジタルフォントとしての開発環境が整っていなかったためかトレースの精度が高くはなく、大きな級数では点画における末端部分のラウンド処理の粗さが目立つこともあった。
しかし、書体の選択肢が限られていた当時の日本語DTP環境においてはその将来性や可能性を示した一つの例であったといえる。後に名称をアルファベット表記とし「Casa」ファミリーとしてWindows対応のTrueTypeフォントへと移植され、一般ユーザー向けのアプリケーションソフトに同梱された。

## ファミリー構成
- カーサライト（Casaライト）
- カーサメディアム（Casaメディアム）
- カーサボールド（Casaボールド）